# Sri Mulyo (Madang Suku II)
Sri Mulyo is een bestuurslaag in het regentschap Ogan Komering Ulu van de provincie Zuid-Sumatra, Indonesië. Sri Mulyo telt 2398 inwoners (volkstelling 2010).